# Свечана обавеза (филм)
Свечана обавеза је југословенски телевизијски филм из 1986. године. Режирао га је Божидар Николић, а сценарио је написао Синиша Ковачевић.